# Faro de Sidi Bouafi
El faro de Siti Bouafi es un faro situado en la ciudad de El-Yadida, en la región de Casablanca-Settat, en Marruecos. Está gestionado por la autoridad portuaria y marítima del Ministère de l'équipement, du transport, de la logistique et de l'eau.

## Historia
Se construyó en 1916, y está compuesto por una torre de mampostería redonda con linterna y galería.